# Richard Carter
Richard Carter (Sydney, 1953. december 11. – 2019. július 13.) ausztrál színész.

## Filmjei
- Sons and Daughters (1983, tv-sorozat, két epizódban)
- Emoh Ruo (1985)
- Belinda (1987)
- Üvöltés 3. – Az erszényes farkas (Howling III) (1987)
- Vietnam (1987, tv-film)
- Tisztogatás (1988, tv-film)
- A Büntető (The Punisher) (1989)
- Bangkok Hilton (1989, tv-film)
- A Country Practice (1986–1993, tv-sorozat, nyolc epizódban)
- Rafferty's Rules (1987–1991, tv-sorozat, 21 epizódban)
- Menekülés Absolomból (No Escape) (1994)
- Muriel esküvője (Muriel's Wedding) (1994)
- Bullet a világ végén (Bullet Down Under) (1994)
- G. P. (1994–1996, tv-sorozat, három epizódban)
- Raboljunk bankot! (Idiot Box) (1996)
- Tappancsok (Paws) (1997)
- Babe: Malac a városban (Babe: Pig in the City) (1998)
- Kéz és ököl (Two Hands) (1999)
- Bakancstánc (Bootmen) (2000)
- Egy szót se! (Our Lips Are Sealed) (2000)
- Gyilkos társ (My Husband My Killer) (2001, tv-film)
- Az ember, aki beperelte Istent (The Man Who Sued God) (2001)
- Blue Heelers: Kisvárosi zsaruk (Blue Heelers) (2001, tv-sorozat, négy epizódban)
- 1200 mérföld hazáig (Rabbit-Proof Fence) (2002)
- White Collar Blue (2002–2003, tv-sorozat, 44 epizódban)
- Ez a csaj nem hagy hidegen (Hating Alison Ashley) (2005)
- Táncoló talpak (Happy Feet) (2006, hang)
- Hülyeség nem akadály (Stupid Stupid Man) (2006, 2008, tv-sorozat, két epizódban)
- Rake (2010–2014, tv-sorozat, öt epizódban)
- Táncoló talpak 2. (Happy Feet Two) (2011, hang)
- A nagy Gatsby (The Great Gatsby) (2013)
- Mad Max – A harag útja (Mad Max: Fury Road) (2015)